# Suzanne Rogers
Suzanne Rogers, geboortenaam: Crumpler (Colonial Heights (Virginia), 9 juli 1944) is een Amerikaanse actrice die een Emmy gewonnen heeft. Haar toneelnaam werd geïnspireerd door Ginger Rogers.
Ze is het meest bekend voor haar rol van Maggie Simmons Horton in Days of Our Lives. Ze speelde de rol van 1974 tot 2003 toen ze vermoord werd. Een half jaar later echter bleek dat ze toch niet dood was en keerde ze terug naar Salem en haar echtgenoot die intussen al met iemand anders getrouwd was. Ze was in 1979 de eerste winnarest van de Daytime Emmy Award voor beste vrouwelijke bijrol in een dramaserie.
In 1984 werd bij Rogers de zeldzame neuromusculaire aandoening myasthenia gravis vastgesteld, maar ze is nu aan de beterende hand. In de serie kreeg ze dezelfde ziekte om de kijkers kennis bij te brengen.